# Kebballi, Kunigal
Kebballi là một làng thuộc tehsil Kunigal, huyện Tumkur, bang Karnataka, Ấn Độ.